# 중세 고지 독일어
중세 고지 독일어 (독일어: Mittelhochdeutsch, 영어: Middle High German, MHG)는 중세 성기 (High Middle Age)에 사용된 독일어 형식을 가리키는 용어이다. 이는 전통적으로 1050년에서 1350년 사이로 거슬러 올라가며, 고대 고지 독일어에서 초기 신 고지 독일어(Early New High German)로 발전했다. 고지 독일어는 고지 독일어 자음 전환(High German consonant shift)의 영향을 받은 독일어 변종으로 정의된다. 이 소리 변화 (sound change)에 참여하지 않은 북부 및 북서부에서 사용되는 중세 저지 독일어 및 중세 네덜란드어는 MHG의 일부가 아니다.

## 같이 보기
- 고대 고지 독일어 (Old High German, Althochdeutsch)
- 고대 작센어 (고대 색슨어, 고대 저지 독일어, Old Saxon, Old Low German, altsächsische Sprache, altniederdeutsche Sprache)
- 중세 저지 독일어 (Middle Low German, Mittelniederdeutsch)
- 고지 독일어 (High German, Hochdeutsch)
- 저지 독일어 (Low German, Niederdeutsch, Plattdeutsch)